# Paolo Galeati
Paolo Galeati (Imola, 8 gennaio 1830 – Imola, 1903) è stato un tipografo e editore italiano.

## Biografia
Paolo Galeati nacque a Imola l'8 gennaio 1830, da Ignazio, proprietario di un'avviata tipografia. La tipografia Galeati era nata nel 1816, quando Ignazio prese in affitto, insieme a Giuseppe Benacci, la stamperia del Seminario vescovile di Imola, considerata una delle migliori officine tipografiche in Italia. Nel 1824 Ignazio acquistò la stamperia insieme al Benacci, e tre anni dopo ne divenne unico titolare.
Ignazio avviò il figlio Paolo al mestiere di tipografo, ma il giovane non nascondeva le proprie convinzioni liberali, che aveva appreso dai veterani dei moti del 1831. Nel 1848 il padre decise di allontanarlo da Imola e di mandarlo a Firenze, dove Paolo svolse un tirocinio nella tipografia di Felice Le Monnier. Nella capitale del Granducato di Toscana Paolo, di giorno, imparava l'arte tipografica, e di sera, tre volte alla settimana, si recava da Pietro Thouar per completare la propria formazione letteraria. Raggiunse quindi una piena maturità politica, professionale e culturale. Frequentò il Gabinetto Vieusseux e lì conobbe Gino Capponi e Raffaello Lambruschini.

### L'estetica del libro
Alla fine del 1851 Paolo tornò a Imola per affiancare il padre nella attività di tipografo. Dal 1852 la denominazione tipografica diventa "Ignazio Galeati e figlio". Paolo reinterpretava a modo suo lo stile classico e raffinato di Giovanni Battista Bodoni, fondendo la purezza dei caratteri bodoniani con una nitidezza assoluta di stampa e un'accurata disposizione estetica del testo. Paolo Galeati introdusse piano piano cambiamenti estetici al libro, in particolare al frontespizio, che componeva secondo lo stile classico o bodoniano. Con tale rigore formale, semplice e elegante, stampò Il sistema ipotecario del giurista bolognese Clemente Giovanardi, in due volumi, nel 1854-55.
Molte case editrici del tempo tradivano la fretta di adeguarsi alle esigenze e alle richiesta del mercato librario. Invece nel piccolo stabilimento imolese Paolo Galeati assisteva alla nascita delle sue edizioni senza por mente ad ansie di mercato. Negli anni precedenti il 1870 il poeta imolese Pietro Codronchi mise in contatto Paolo Galeati con il Cenacolo formato dai poeti della Scuola romana che, per potersi esprimere in piena libertà, avevano bisogno di un editore estero, rispetto allo Stato Pontificio, dove una censura preventiva limitava la stampa di poesie che non facessero riferimento a feste religiose o a matrimoni e funerali.

Nel 1876 Paolo Galeati si sposò. Due anni dopo Felice Le Monnier e gli altri due azionisti, Isidoro del Lungo e Bettino Ricasoli, gli offrirono la direzione dello stabilimento e della casa editrice Successori Le Monnier; ma Paolo preferì restare ad Imola, per continuare a stampare i suoi libri, senza confondersi con l'editoria di consumo. Gli autori erano pronti persino ad anticipare le spese, come aveva fatto Giosuè Carducci nel 1873 per le Nuove poesie, pur di avere un libro esteticamente perfetto. Dall'officina di Paolo Galeati uscirono libri ammirati e anche imitati, per la loro nitidezza, raffinatezza ed eleganza. 
Agli allievi della Scuola tipografica di Milano, il 21 maggio 1899, Paolo Galeati consigliava: «Troverete che dall'accurata esecuzione di tutte le più piccole parti di un libro e dei più minuti accessori, si ottiene la nitidezza e l'eleganza; dalla buona proporzione dei margini col testo, dalla qualità della carta, dalla razionale distribuzione dei caratteri, dalla correzione, dalla nitida tiratura si ottiene l'armonia del libro; e se alla fine saprete adornarlo di un bel frontespizio e di una bella legatura, Voi avrete ottenuto, se non addirittura l'arte e il bello nel libro, certamente un libro fatto con arte.». L'apprendistato nelle botteghe di artigianato non bastava più, stavano nascendo scuole di arte tipografica applicata all'industria.

### La crisi economica
Iniziarono per la tipografia Galeati i problemi economici: lo stabilimento era su tre piani, quindi scomodo; Paolo aveva aumentato le paghe agli operai, aveva ridotto la giornata lavorativa da dieci ad otto ore e aveva eliminato il lavoro a cottimo. Invece di cedere l'azienda, aderì a una nuova formula aziendale: la cooperativa. La Tipografia Galeati confluì il 30 ottobre 1900 - insieme alla Tipografia Ditta Giulio Ungania, alla Lega tipografica e all'Unione tipografica imolese - nella "Cooperativa tipografica editrice". Paolo Galeati ebbe la direzione tecnica. Nel 1904, l'anno dopo la sua morte, la Cooperativa incluse il suo nome nella ragione sociale, divenendo la "Cooperativa tipografico-editrice Paolo Galeati".
Al suo successore, Ugo Lambertini (Imola, 1871 - Imola, 1952) si deve l'edizione nazionale dell'opera omnia di Giuseppe Mazzini, pubblicata in 94 volumi dal 1906 al 1943.
L'Archivio della tipografia Galeati è conservato presso la Biblioteca comunale di Imola.